# Frederiksborg kastély

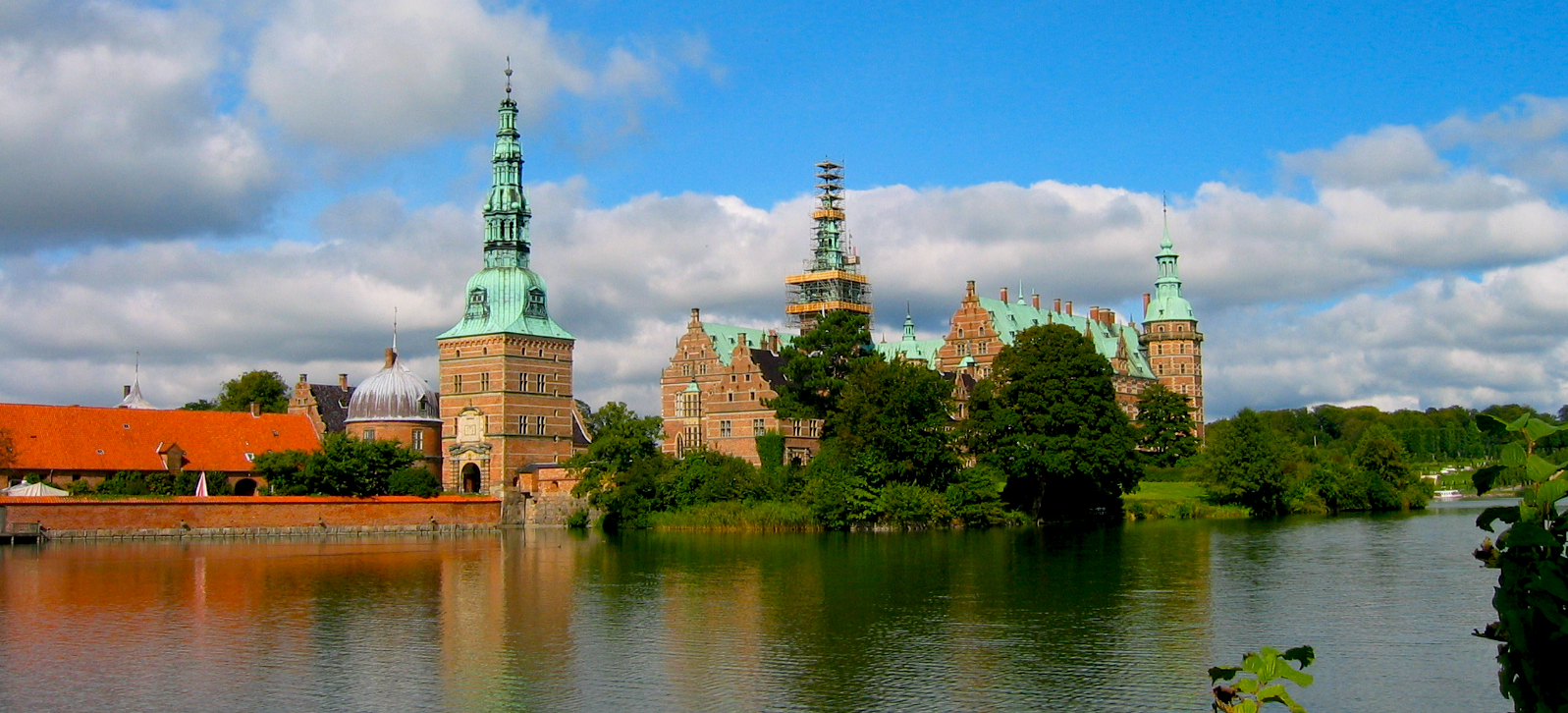
A kastély a tóval

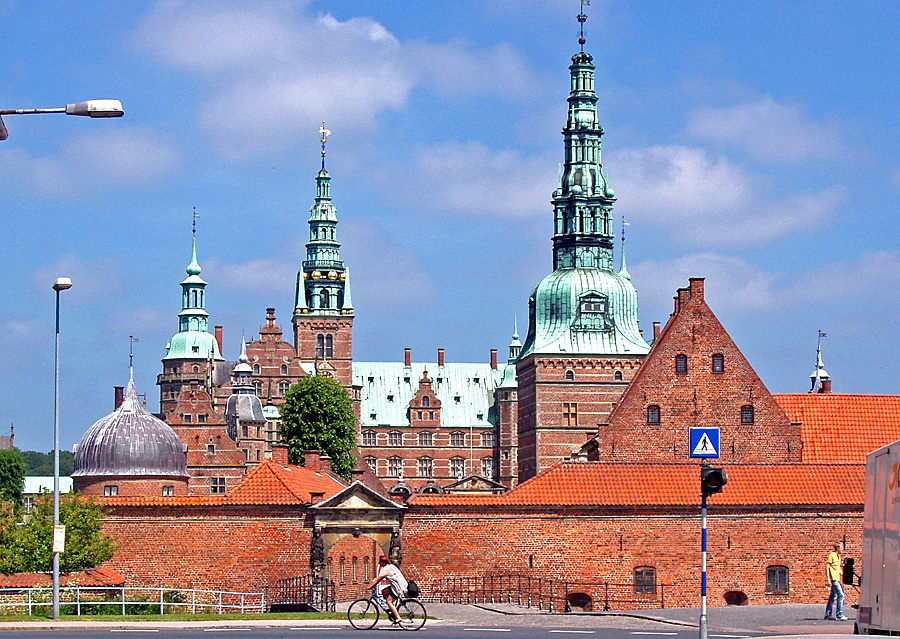
Frederiksborg tornyai

Frederiksborg kastély (dánul: Frederiksborg Slot) egy kastély a dániai Hillerødben. Ez Skandinávia legnagyobb reneszánsz kastélya. Hatalmas barokk kert és látványos park veszik körül.

## Történelem
IV. Keresztély dán király pompás reneszánsz kastélya a 17. század elején épült. A király nagyon kötődött a helyhez, és gyakran itt időzött. A következő évszázadokban számos jelentős eseménynek adott otthont, melyek közül a legjelentősebb az abszolút uralkodók felkenése volt.
1859-ben egy pusztító tűz ütött ki a kastélyban, ami részben az épület külső részét is károsította, a belső berendezésnek pedig a nagy része elpusztult. A helyreállításban fontos szerepet játszott Jacob Christian Jacobsen, a Carlsberg sörfőzde alapítója. Az ő javaslata volt, hogy a kastély a Nemzeti Történeti Múzeumnak adjon helyet. A múzeumot 1878-ban alapították, és ma nagy történelmi jelentőségű intézményként tartják számon.